# Zefiryn Ćwikliński
Zefiryn (Zefir) Alojzy Ćwikliński (ur. 6 lutego1871 we Lwowie, zm. 24 lipca 1930 w Zakopanem) – polski malarz, znany jako malarz Tatr.

## Życiorys
Ukończył gimnazjum we Lwowie, następnie przez rok studiował filozofię na Uniwersytecie Franciszkańskim we Lwowie, później, po przeprowadzce do Krakowa, w latach 1887–1889, kształcił się w krakowskiej Szkole Sztuk Pięknych u Floriana Cynka, Władysława Łuszczkiewicza, Feliksa Szynalewskiego i Izydora Jabłońskiego. W roku 1893 otrzymał stypendium i kontynuował studia w Akademii wiedeńskiej u malarza historycznego i portrecisty Christiana Griepenkerla. Zajmował się tam malarstwem historycznym, portretowym i rodzajowym. Z braku pieniędzy zmuszony był do powrotu do kraju, gdzie był nauczycielem rysunków w Brodach i Jarosławiu. Wskutek zatargów politycznych z władzami szkolnymi został zwolniony z pracy. W 1898 roku wyjechał do Włoch i Dalmacji, gdzie przez półtora roku studiował malarstwo krajobrazowe. W 1904 roku należał do „Grupy Sześciu” we Lwowie.

## Twórczość
Początkowo tworzył obrazy symboliczne, sceny baśniowe i legendarne, pracował również jako ilustrator (zamieszczał ilustracje w lwowskim dwutygodniku „Faun”, ale również ilustrował książki). Pozostawał wtedy pod wpływem Władysława Podkowińskiego. Około 1897 roku zajął się również malarstwem pejzażowym, przedstawiając okolice Lwowa. Przyjeżdżał do majątku Stanisława Hofmokla, który we wsi Zarzecze kupił majątek ziemski i dwór od państwa Kostheimów. Ćwiklińskiego urzekły krajobrazy i stara zarzecka kapliczka, „uważał bowiem Zarzecze za jeden z najpiękniejszych zakątków Polski”. W roku 1908 zamieszkał na stałe w Zakopanem, tworząc odtąd głównie krajobrazy i motywy tatrzańskie – prezentowane na wystawach, a także popularyzowane przez wydawane pocztówki. Owe pocztówki z reprodukcjami jego obrazów, których częstym motywem były pasące się na halach owce, ugruntowały sławę Ćwiklińskiego jako malarza Tatr.

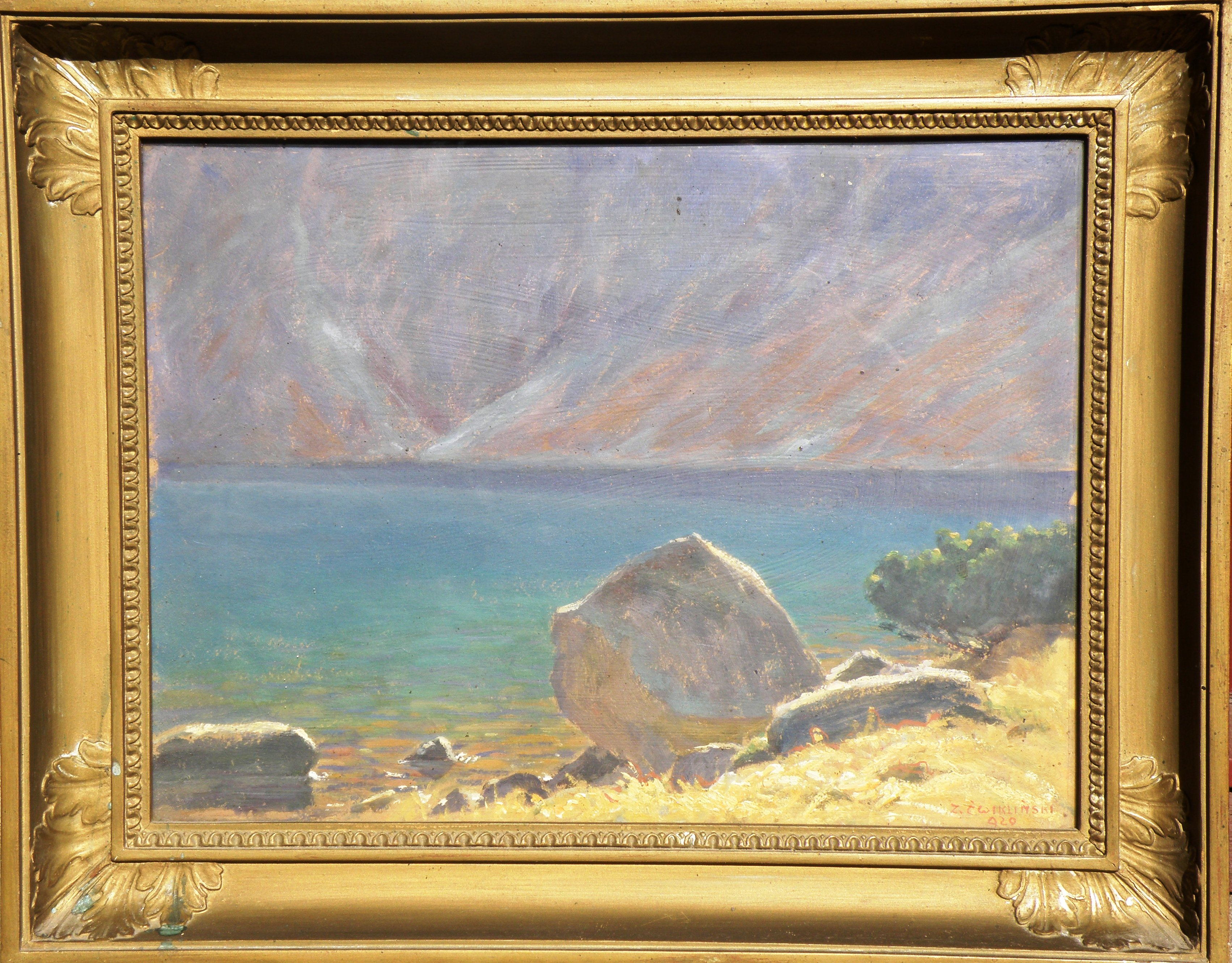
Czarny Staw, 1920, prywatna kolekcja

Wśród jego prac można znaleźć takie tytuły jak:
- Pejzaże śródziemnomorskie 5 obrazów współoprawionych, olej na tekturze, 31,7 × 54,5 cm
- Cyprysy, olej na płótnie, 123 × 81 cm
- Pejzaż, olej na tekturze, 8,5 × 11,5 cm
- Portret góralki, olej na tekturze, 63 × 68 cm
- Góralka, po 1910, olej na tekturze, 63 × 60 cm
- Portret dziewczynki, akwarela na papierze, 22 × 16 cm
- Kozi Wierch, 1911–1912, olej na płótnie, 90,5 × 116 cm
- Pniak w lesie, 1913, olej na tekturze, 30,8 × 41,5 cm
- Czarny Staw, 1920, własność prywatna
- Krajobraz górski, 1922
- Pejzaż górski z limbą, olej na płótnie
- Pejzaż górski, olej na tekturze, 30 × 40 cm
- Baca z owcami, 1923, olej na tekturze
- Hala Kondratowa, olej na tekturze
- Wypas owiec w górach, 1921, olej na tekturze
- Wypas owiec w górach, 1924, olej na tekturze, 31 × 35 cm
- Wypas owiec, 1924, pastel na tekturze, 49 × 68,5 cm
- Pejzaż tatrzański, 1925, olej na sklejce
- Kwitnąca jabłoń, 1926, olej na tekturze, 35,5 × 30 cm, własność prywatna
- Łąka w górach, olej na tekturze, 21,5 × 38 cm, własność prywatna
- Czarny Staw, 1926, olej na tekturze, 31,5 × 36 cm, własność prywatna
- Limby nad Morskim Okiem, 1927, olej, tempera na tekturze, 30,8 × 35,5 cm
- Owce na hali tatrzańskiej (fragment zachodniej części Doliny Stawów Gąsienicowych z widokiem na szczyty Kościelca), 1927, olej na tekturze, 30 x 35,2
- Cielę przed szałasem w górach, 1929, olej na tekturze.

Jego ulubione techniki to akwarele, pastele na tekturze, olej na płótnie, sklejce lub tekturze, rysunek.
Sygnując swoje obrazy, podpisywał je „Z. Ćwikliński” wraz z datą roczną, często pozbawioną pierwszej jedynki.

## Członkostwo w organizacjach
Ćwikliński należał do zakopiańskiego Związku Plastyków, działał również w Towarzystwie Biblioteki Publicznej.

## Wybrane wystawy
- Wystawy w krakowskim Towarzystwie Przyjaciół Sztuk Pięknych (1892, 1893, 1894), a także we Lwowie.
- Pierwsza wystawa tematyczna pejzażu tatrzańskiego w pensjonacie „Jutrzenka” w Zakopanem, grudzień 1909.
- Nieustająca Wystawa Towarzystwa Przyjaciół Sztuk Pięknych w Krakowie, luty-marzec 1912, 48 krajobrazów tatrzańskich Ćwiklińskiego.
- W Zakopanem w 1931 roku odbyła się jego pośmiertna wystawa.

Wystawiał we Lwowie, Warszawie, Krakowie i Łodzi, a także za granicą (Londyn, Kijów, Wiedeń, Budapeszt, Chicago). W roku 1930 na międzynarodowej wystawie alpinistycznej w Budapeszcie wyróżniono jego obraz pt. Limba.

## Prace w muzeach
Obrazy Ćwiklińskiego wystawiane są m.in. w:
- Muzeach Narodowych w Warszawie, Krakowie i Wrocławiu[1],
- Muzeum Kornela Makuszyńskiego będącym filią Muzeum Tatrzańskiego im. dra Tytusa Chałubińskiego w Zakopanem,
- zbiorach malarstwa polskiego o tematyce wiejskiej Muzeum Okręgowego w Lesznie.

Poza tym prace tego malarza pojawiają na wielu aukcjach sztuki.

## Życie prywatne
Ćwikliński po powrocie z Włoch i Dalmacji zamieszkał w Zubrzy pod Lwowem i w Dublanach.
W 1908 roku ożenił się z Janiną Aleksandrą Promińską i osiadł w Zakopanem. Wynajmował pokój u państwa Czechów (dom przy Pl. Niepodległości, gdzie dziś mieści się Muzeum Bronisława Czecha). Uczył malarstwa Bronisława Czecha – narciarza, trzykrotnego olimpijczyka. Od 1924 roku Bronisław Czech zaczął malować obrazki na szkle. Podejmował tematy religijne i legendarno-góralskie. Jego obrazki przedstawiały zbójników, kosiarzy, oraczy, tańczących górali, szałasy, ale najczęściej przewijającym się motywem były krokusy. Tematy te ujmował nieco inaczej niż artyści malujący na szkle. Nakładanie cieni, dążenie do poprawności proporcji rysunku oraz operowanie płaską plamą, zbliżały jego prace do obrazów Michała Stańki, którego dobrze znał. Malował dużo, a dochody uzyskane ze sprzedaży obrazków przez szereg lat stanowiły jego główne źródło utrzymania. Prace Bronisława Czecha można było nabywać w księgarni Gebethner i Wolff, mieszczącej się wówczas obok budynku poczty w Zakopanem.
Mimo znacznej popularności, Ćwikliński zmarł w nędzy. Jego grób (kwatera-pas-kolejność w pasie: XXII-CD-5) na Nowym Cmentarzu w Zakopanem jest zniszczony, nie ma na nim nawet tabliczki z nazwiskiem.

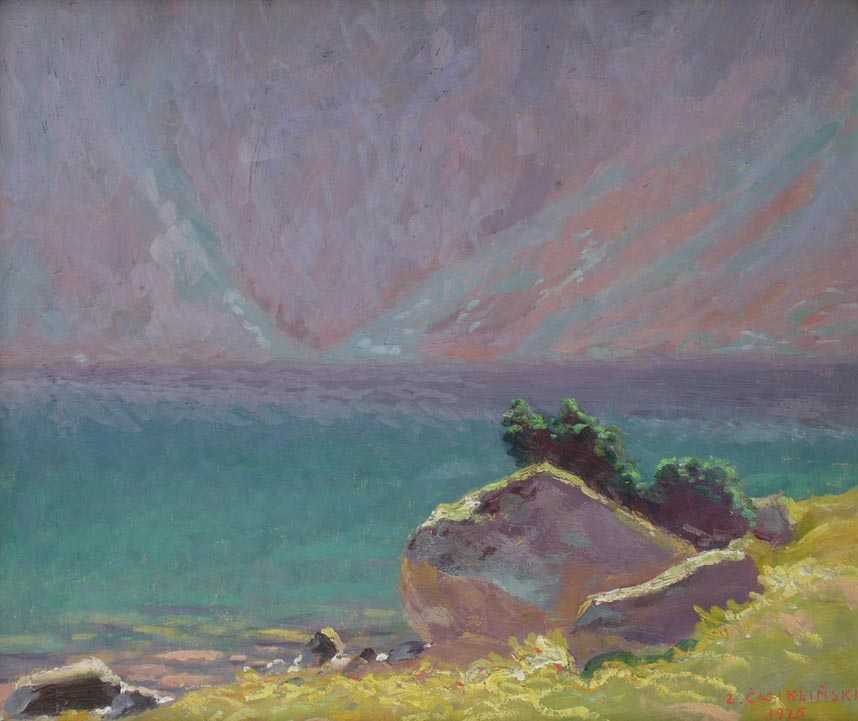
Czarny Staw
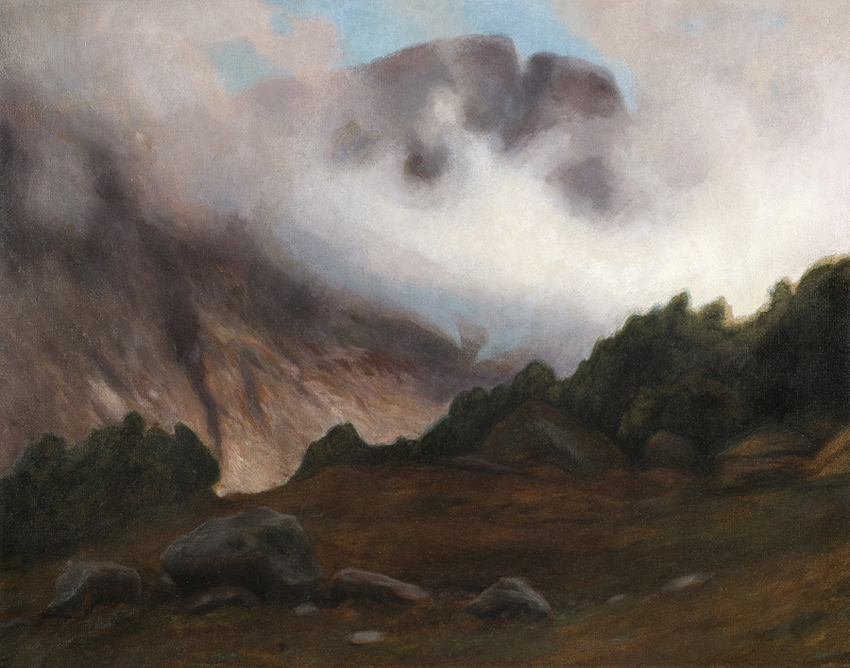
Kozi Wierch
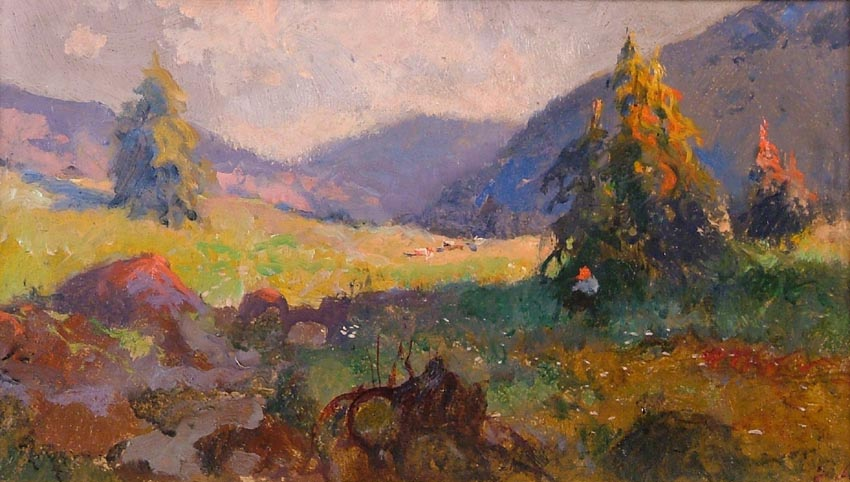
Łąka w górach
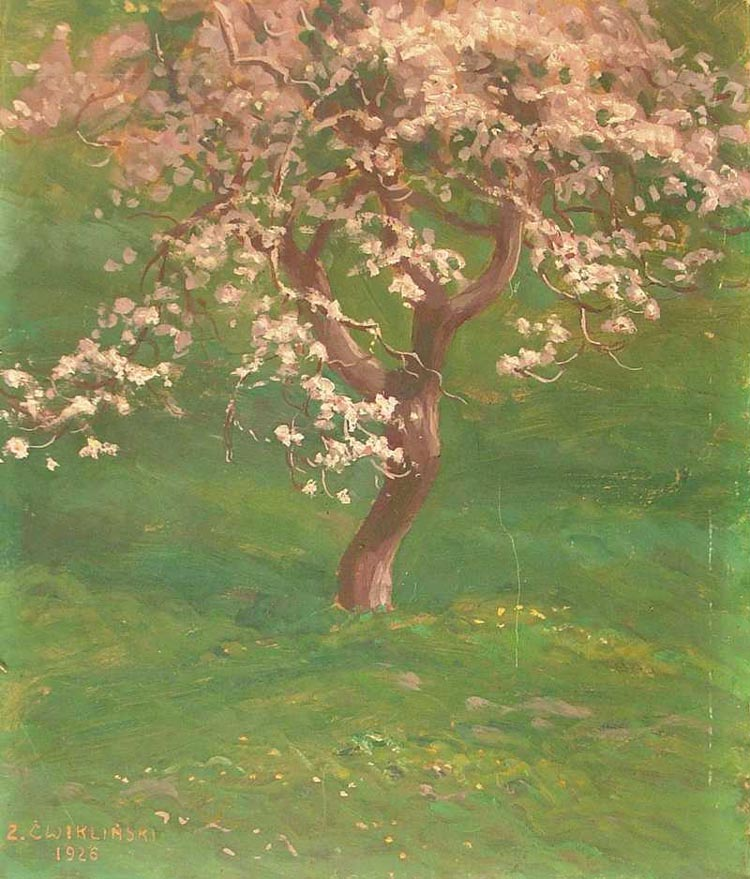
Kwitnąca jabłoń